# Phyllognathopus camptoides
Phyllognathopus camptoides is een eenoogkreeftjessoort uit de familie van de Phyllognathopodidae. De wetenschappelijke naam van de soort is voor het eerst geldig gepubliceerd in 1965 door Bozic.